# Herrmannella valida
Herrmannella valida är en kräftdjursart som beskrevs av Georg Ossian Sars 1918. Herrmannella valida ingår i släktet Herrmannella och familjen Sabelliphilidae. Inga underarter finns listade i Catalogue of Life.